# Szegedi András
Szegedi András, (Chegery András, Csegeri András, Csengeri András) 16. századi énekszerző
1550 körül egy ideig vándordalnokként Telegden élt a dúsgazdag Theleghi-családnál. 
Egyetlen ismert művét 1553-ban írta Historia az Iervsalem varasanak veszedelmeröl, Titus Vespasianustol az mint meg vetetet az sidoknak nagy romlasokal címen. A Iosephus Flavius munkáján alapuló, de egészen 1099-ig, Bouillon Gottfried jeruzsálemi királyságáig terjedő verses krónika a maga korában közismert lehetett, mert egy évtized alatt négyszer adták ki (Debrecen, 1574; Debrecen, 1577; Kolozsvár, 1580 Archiválva 2018. január 8-i dátummal a Wayback Machine-ben; Debrecen, 1582). A Cserey-kódexben Historya fattis elegans ffacta per andream zegedy de expugnacione wrbis Jerusoli mittane címen szerepel. Újra kiadta Szilády Áron a Régi Magyar Költők Tára VI. kötetében (Bpest, 1896. 151-187. és jegyzetek 345-364. l.) Szegedi az ókori példát tanulságul állítja a kortársak elé: Jeruzsálem bukását két zsidó fejedelem közötti pártoskodás okozta.